# Тайтус, Дина
Али́ки (Э́лис) Константи́на «Ди́на» Та́йтус (греч. Αλίκη Κωνσταντίνα «Ντίνα» Τάιτους, англ. Alice Costandina «Dina» Titus; род. 23 мая 1950, Томасвилл, Джорджия, США) — американский политик-демократ, член Сената штата Невада от 7-го избирательного округа (1988—2008), член Палаты представителей США от 3-го (2009—2011) и 1-го (с 2013 года) избирательных округов штата Невада. Будучи сенатором, в 1993—2008 годах являлась лидером фракции меньшинства. В 1977—2011 годах, до избрания в Конгресс США, преподавала в Невадском университете в Лас-Вегасе, имея статус эмерита-профессора политологии.

## Биография

### Ранние годы, семья и образование
Родилась 23 мая 1950 года в Томасвилле (Джорджия, США) в семье Джо и Бетти Тайтус. Выросла в городе Тифтон.
Прапрадед Дины со стороны отца, Джеймс Сьюард, был членом Демократической партии и служил в Конгрессе США (1853—1859) и Сенате штата Джорджия (1860—1864). Её отец являлся членом местного городского совета, был начальником департаментов строительства и безопасности Тифтона и Хендерсона. Дядя Дины, Тео Тайтус, являясь членом Республиканской партии, в течение многих лет служил в Генеральной ассамблеи штата Джорджия.
Предки по линии матери — греки из Фессалии (Греция). В 1911 году Артур Константинос Катонис, дед Дины, в честь которого она получила своё имя (Константина), прибыл на остров Эллис (США). В Тифтоне он держал ресторан «Plaza». Так как поблизости не было церкви и греческой школы, Константинос сам учил внучку считать и писать на греческом языке, а также знакомил с греческой кухней. В 1980 году она впервые посетила Грецию, где встретилась со своими родственниками в Афинах и Трикале.
Будучи ученицей средней школы, увлекалась чирлидингом и чечёткой.
В 1970 году окончила Колледж Вильгельма и Марии со степенью бакалавра гуманитарных наук в области политологии.
В 1973 году получила степень магистра гуманитарных наук в Университете Джорджии.
В 1976 году окончила Университет штата Флорида, получив степень доктора философии.

## Академическая карьера
В течение года работала в Университете Северного Техаса в Дентоне, после чего переехала в Неваду.
В 1977—2011 годах преподавала на факультете политологии Невадского университета в Лас-Вегасе, где Тайтус создала и по сей день продолжает координировать программу стажировки в области законодательства, предоставляющую возможность группе студентов работать в легислатуре штата Невада (Карсон-Сити).
За период своей более чем тридцатилетней преподавательской карьеры получила множество наград и премий.

## Сенат штата Невада

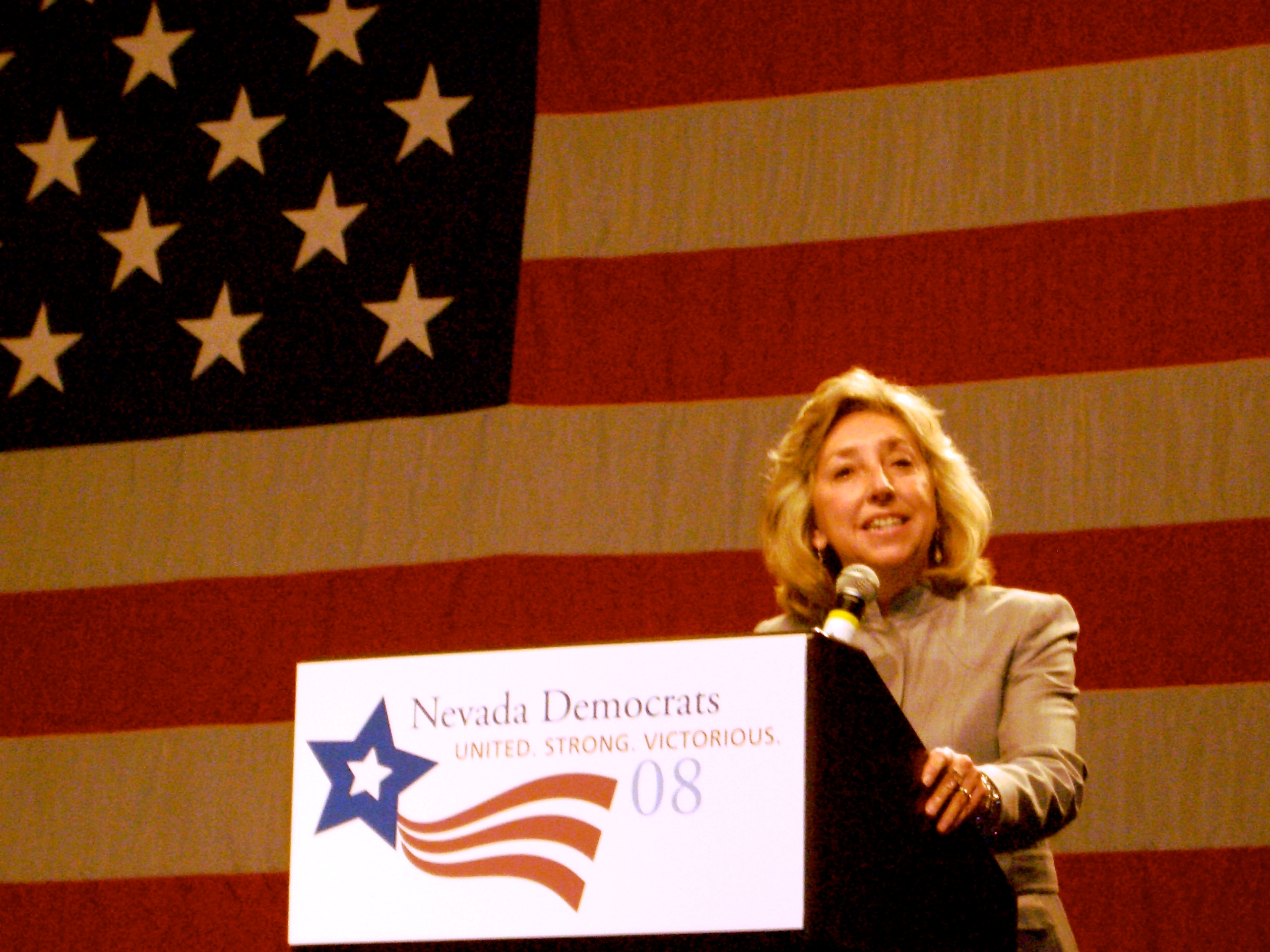
Дина Тайтус в 2008 году

В 1988—2008 годах была членом Сената штата Невада, представляя 7-й избирательный округ.
Тайтус является автором ряда законопроектов, в том числе одного, согласно которому от медицинских страховых компаний требуется покрытие расходов на вакцину против вируса папилломы человека Гардасил. Законопроект был принят как Сенатом, так и Ассамблеей, а также подписан губернатором штата Джимом Гиббонсом.

## Палата представителей США

### Законодательная деятельность
Внесла по меньшей мере 60 законопроектов.
Является соавтором законопроекта H.R. 236, призывающего к защите религиозной свободы Вселенского патриархата Константинополя, а также H.R. 486, в котором от Бывшей югославской Республики Македония (БЮРМ) требуется участие в духе доброй воли в переговорах с Грецией для разрешения спора о её именовании (см. также Македонский вопрос).

### Участие в комитетах
- Комитет по транспорту и инфраструктуре (2009—2011; 2013—наст. время)
  - Подкомитет по авиации
  - Подкомитет по вопросам экономического развития, зданий общественного назначения и управления чрезвычайными ситуациями
  - Подкомитет по вопросам магистралей и перевозок
  - Подкомитет по вопросам водных ресурсов и окружающей среды
- Комитет по делам ветеранов
  - Подкомитет по вопросам пособий по инвалидности и похоронного обеспечения (старейший член из фракции меньшинства)
  - Подкомитет по вопросам экономических возможностей

#### В прошлом
- Комитет по вопросам образования и труда (2009—2011)
- Комитет по вопросам внутренней безопасности (2009—2011)[17]

### Участие в кокусах
- Кокус по греческим вопросам[18]
- Кокус по вопросам объединённых организаций обслуживания
- Кокус по вопросам защиты животных
- Кокус по межштатной автомагистрали I-11
- Тайваньский кокус
- Кокус по вопросам равенства для ЛГБТ-людей
- Американо-греко-израильский союз
- и др.[6][11]

В апреле 2009 года Дина Тайтус во второй раз была названа «Выдающимся демократом года», в связи с чем получила поздравительное письмо от Президента США Барака Обамы.

## Участие в разрешении греческих вопросов
Дина Тайтус поддерживает тесные контакты с представителями греческой диаспоры по всему миру.
Будучи членом легислатуры штата Невада, Тайтус выдвигала резолюции по освящению новой греческой церкви в Лас-Вегасе и о разрешении спора об именовании БЮРМ в пользу Греции, за что была отмечена Панмакедонской ассоциацией Америки.
В 2009 году стала лауреатом Награды Перикла от Американо-греческого совета. Также была отмечена Международным координационным комитетом «Справедливость для Кипра» (PSEKA) на проходившей в Вашингтоне 26-й ежегодной конференции кипрских и греческих лидеров.
В 2012 году Тайтус была отмечена организацией «Дочери Пенелопы», являющейся одной из структур Американо-греческого прогрессивного просветительского союза, в деятельности которой она принимает участие. Кроме того, посещает церковь Святого Иоанна Крестителя в Лас-Вегасе, а также состоит в функционирующей при Греческой Православной Архиепископии Америки филантропической организации «Женское общество милосердия», имеющей 475 отделений по всем США.
Будучи членом Конгресса США, Тайтус состоит в греческом кокусе и выражает решительную поддержку усилий по обеспечению защиты Вселенского патриархата Константинополя, воссоединению Кипра (см. Кипрский конфликт) и поддержанию неприкосновенности названия Македонии и её символов как греческого наследия в неразрешённом конфликте с БЮРМ по наименованию последней.
В июне 2009 года Тайтус представляла Президента США Барака Обаму на открытии нового Музея Акрополя в Афинах, где она также встретилась с греческими лидерами для обсуждения американо-греческих отношений. В ноябре этого же года познакомилась с Вселенским Патриархом Варфоломеем I во время его визита в Вашингтон.
Тайтус установила прочные контакты с посольствами Греции и Кипра, что послужило укреплению и расширению сотрудничества между Афинами, Никосией и Вашингтоном.
В 2015 году, совместно со своими коллегами по Конгрессу и греческому кокусу Ники Цонгас и Джоном Сарбейнзом, направила письмо Бараку Обаме, в котором авторы подчёркивали важность роли США для Греции, призывали Президента Соединённых Штатов оставаться на её стороне и использовать своё влияние, где это возможно, для обеспечения развития экономики Греции.

## Политические позиции

### Ядерная проблематика
Является автором получивших высокую оценку книг «Bombs In The Backyard: Atomic Testing And American Politics» и «Battle Born: Federal-State Relations in Nevada during the Twentieth Century». Тайтус имеет международную известность как эксперт в вопросах истории и политики, касающихся проблем ядерной энергетики, вооружения и отходов.

### Репродуктивные права
В 2014 году Дина Тайтус получила максимальную оценку от некоммерческой организации Planned Parenthood, предоставляющей услуги по охране репродуктивного здоровья как в США, так и в мировом масштабе, за свою позицию против общенационального запрета на аборт после 20 недели беременности и содействие получению доступа к абортам в округе Колумбия.

## Личная жизнь
Замужем за Томасом К. Райтом, отставным профессором Невадского университета в Лас-Вегасе, специалистом в области истории Латинской Америки и автором ряда отмеченных наградами книг, посвящённых, главным образом, темам политических ссылок и прав человека. Хобби супружеской пары является путешествие по миру.
Младшая сестра Дины Тайтус, Ро Хадсон, с 2002 года является профессором специальной педагогики и одним из членов-основателей Колледжа штата Невада в Хендерсоне.

## Награды
- Медаль Мхитара Гоша (16 декабря 2021 года, Армения) —  за значительный вклад в укрепление и развитие армяно-американских дружественных отношений и защиту общечеловеческих ценностей[22].